# Gare de Cardiff Central
Pour les articles homonymes, voir Cardiff Central.
La gare de Cardiff Central est une gare ferroviaire du Royaume-Uni, située sur le territoire de la ville de Cardiff, au Pays de Galles.

## Galerie de photos

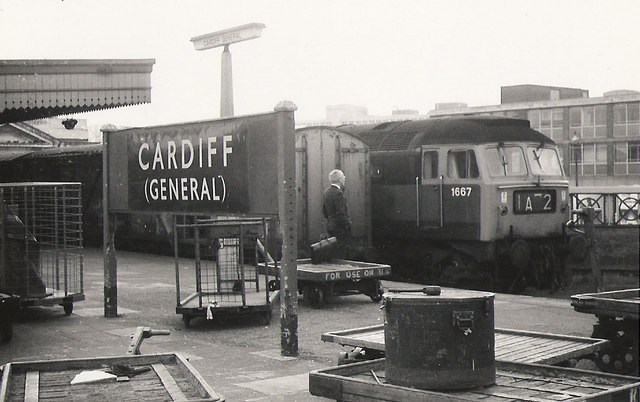
Cardiff General en mai 1970
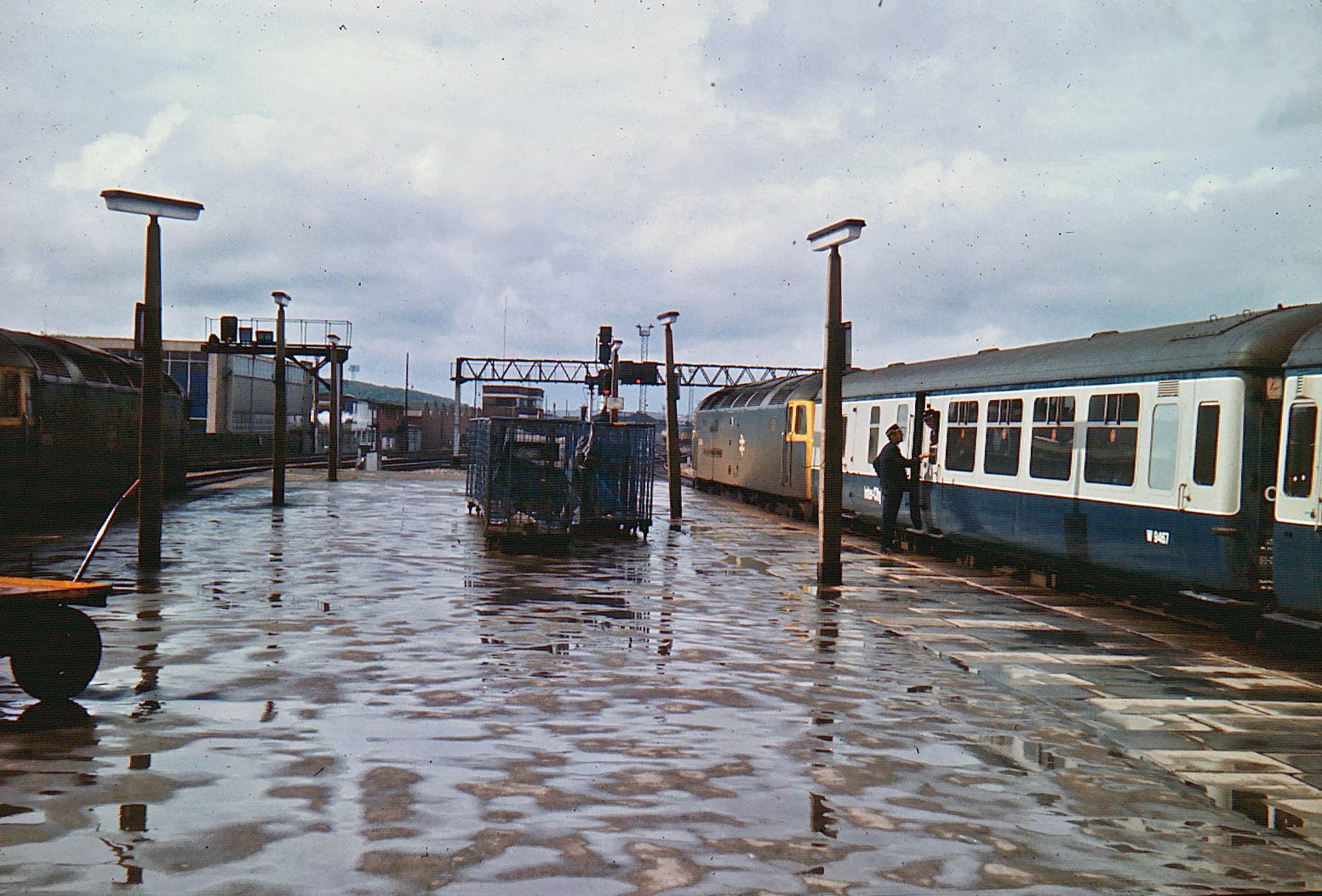
Voitures BRC 47, Mark 2c et quelques BRUTEs, septembre 1975
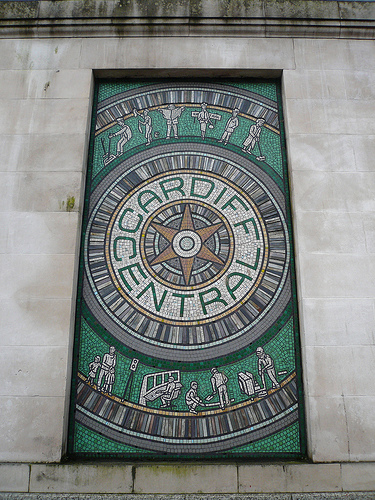
Mosaïque en dehors de la station
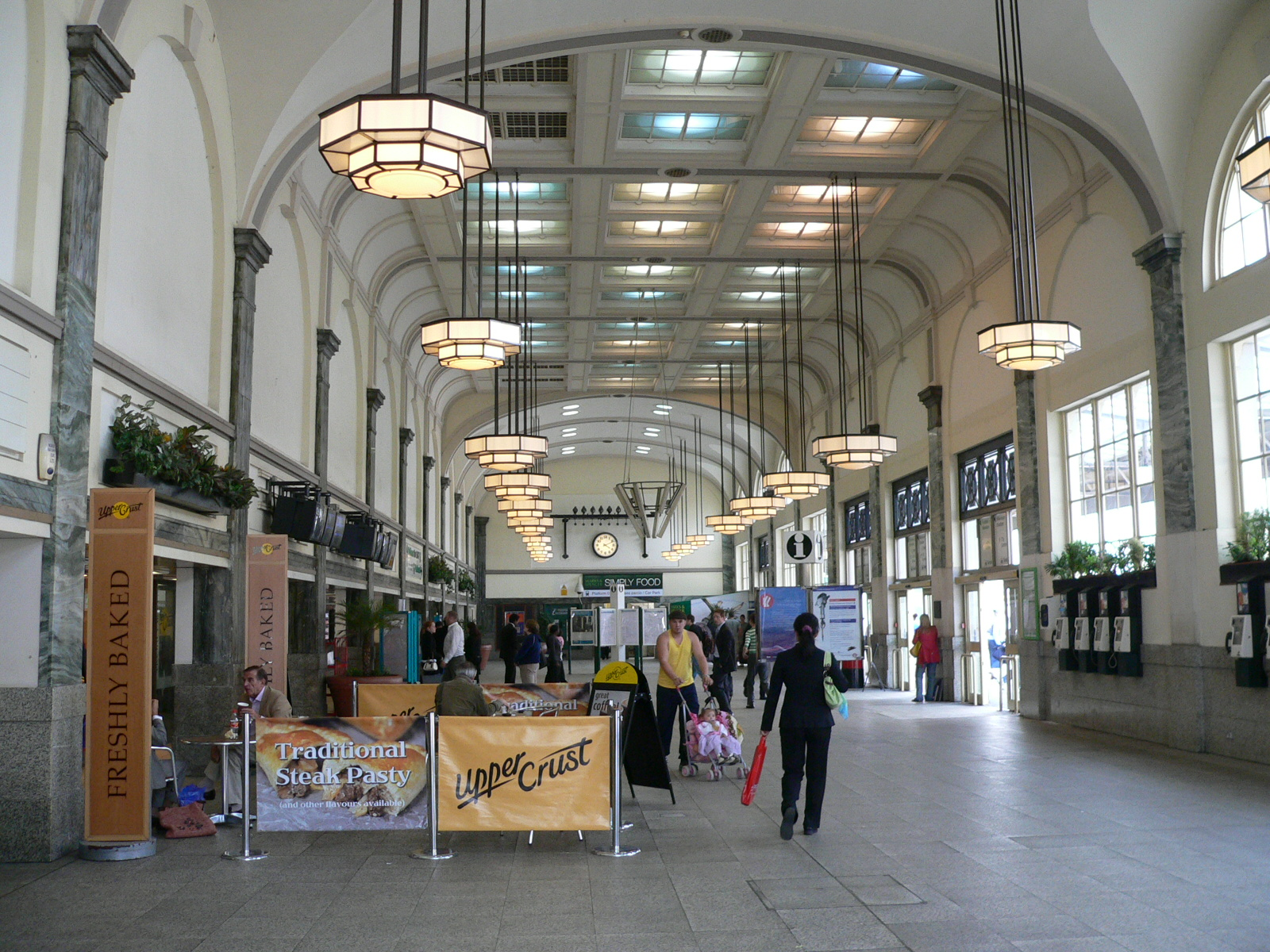
Hall vue côté ouest
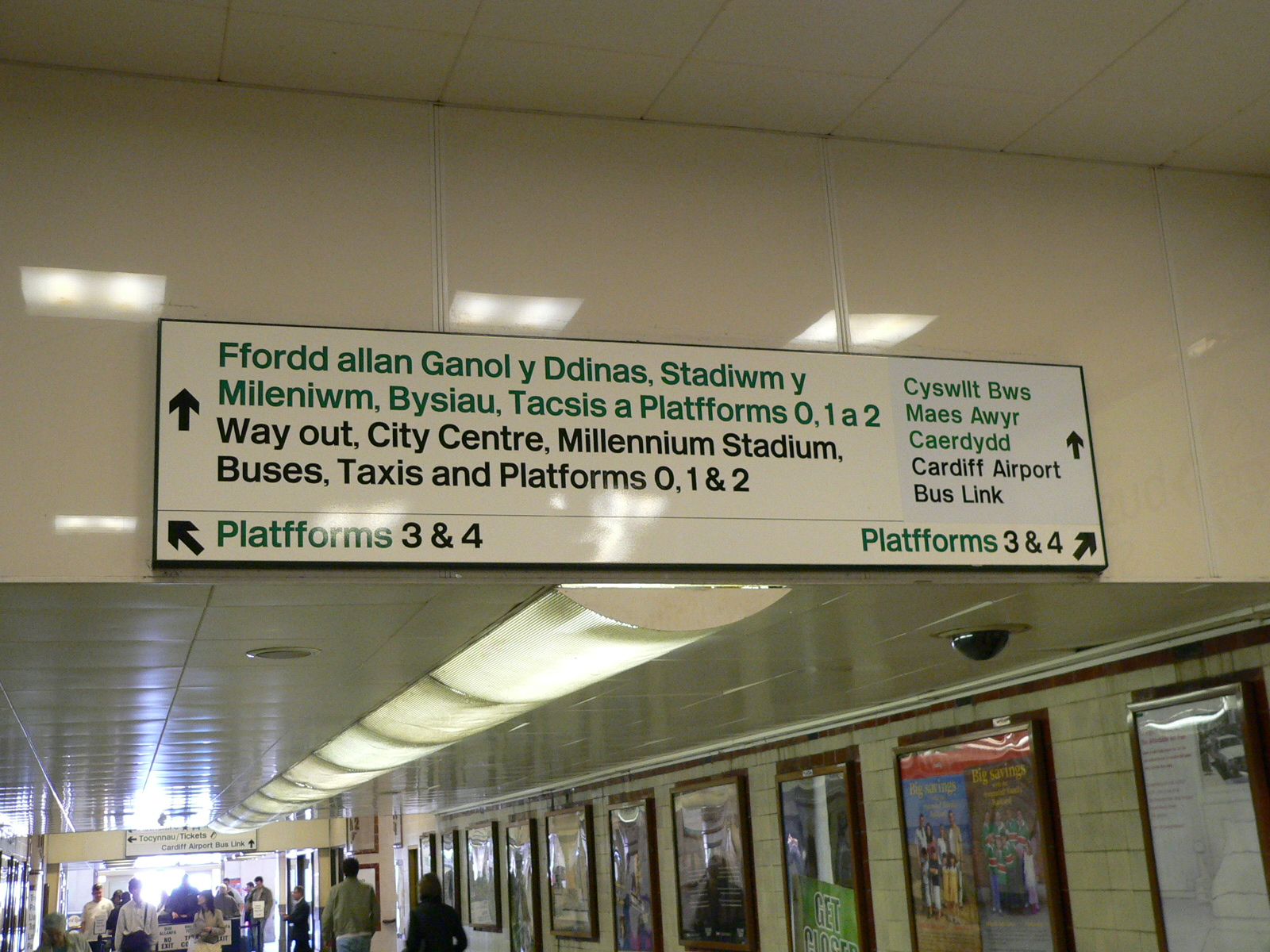
The Subway
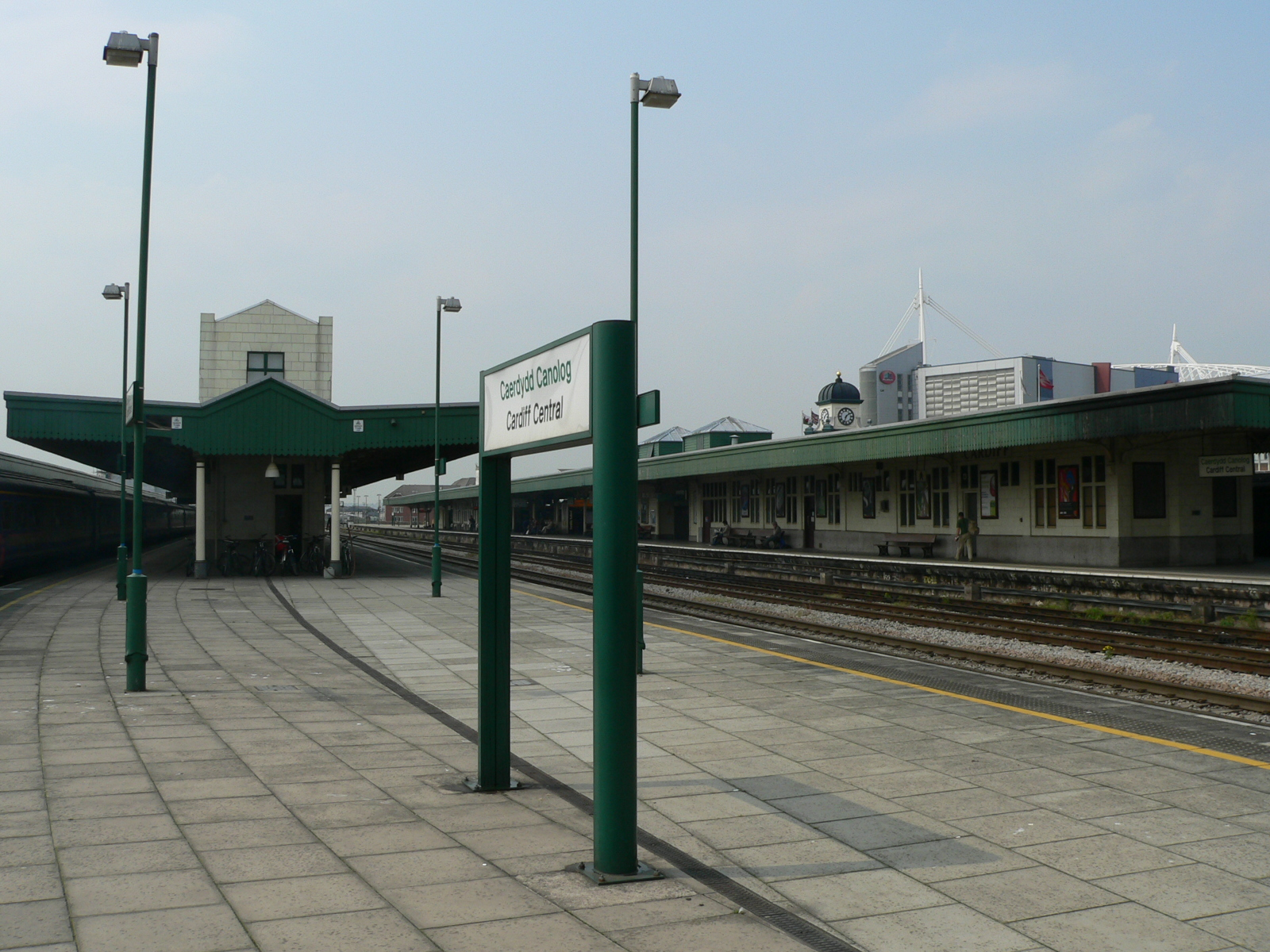
Vue côté est des voies 3 et 4
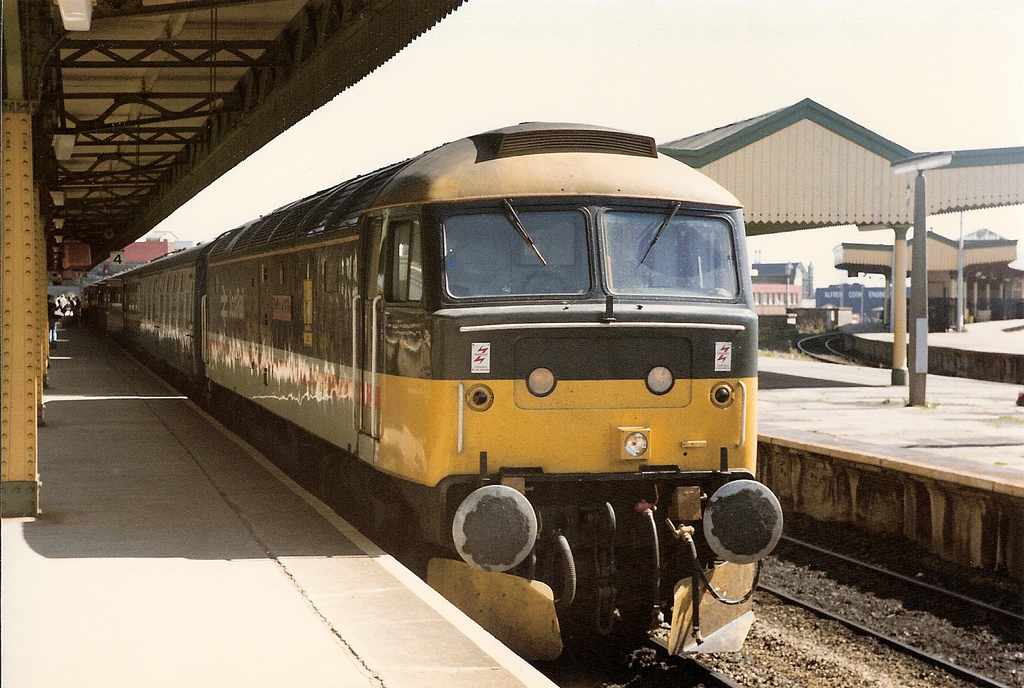
British Rail Class 47 The Queen Mother de ScotRail livery sur la voie 4 en 1986